# Kepler-57c
Kepler-57c es uno de los dos planetas extrasolares que orbitan la estrella Kepler-57. Fue descubierta por el método de tránsito astronómico en el año 2012. Kepler-57c ha sido descubierto por el telescopio espacial Kepler y fue clasificado inicialmente como candidato a planeta. Transita su estrella cada 11,61 días durante 1,7074 horas. Periódicas variaciones temporales de tránsito confirman su naturaleza planetaria.